# 羅金凱 (加利福尼亞州)
羅金基（英語：Rocking K）是位於美國加利福尼亞州因約縣的一個非建制地區。該地的面積和人口皆未知。

## 地理
羅金基的座標為37°21′40″N 118°28′51″W / 37.36111°N 118.48083°W，而該地的平均海拔高度為1391米（即4564英尺）。